# Венёвский район
Венёвский район — административно-территориальная единица (район) и муниципальное образование (муниципальный район) в Тульской области России.
Административный центр — город Венёв, расположен в 50 км от Тулы и в 180 км от Москвы.

## География
Венёвский район расположен в северо-восточной части Тульской области.
Район граничит:
- на юге — с Новомосковским и Киреевским районами Тульской области,
- на западе — Ясногорским и Ленинским районами Тульской области,
- на севере с городским округом Кашира Московской области,
- на востоке — с городским округом Серебряные Пруды Московской области.

Площадь 1620 км². Протяженность с севера на юг — 70 км, с востока на запад — 43 км.
Основные реки — Осётр, Венёвка, Мордвес, Сежа, Беспута, Шат, Песочня, Корничка, Шатец.

## История
Венёвский район образован в 1924 году в результате районирования в составе Венёвского уезда Тульской губернии.
С 1926 года после упразднения уездов район находился в прямом подчинении Тульской губернии.
В 1929 году в результате упразднения губерний вошёл в состав Тульского округа Московской области. На тот момент в состав района входили город Венёв и сельсоветы: Адашевский, Аксиньинский, Анишинский, Белгородский, Больше-Заломский, Больше-Связемский, Борзовский, Воскресенский, Гатский, Голоденский, Граворонский, Грибовский, Даровский, Дедловский, Дьяконовский, Карникский, Карповский, Ключевский, Медведский, Мильшинский, Новодеревенский, Озеренский, Патетинский, Поветкинский, Подхоже-Высельский, Подосинский, Прудищенский, Сасовский, Семьянский, Сосновский, Стредецкий, Студенецкий, Теребошский, Трухачевский, Тулубьевский, Урусовский, Хавский, Харинский, Холтобинский, Хрусловский, Шишловский, Щучьинский, Юдинский и Ясенецкий.
21 июля 1931 года из Оболенского района в Венёвский был передан Ананский с/с.
21 октября 1932 года из упразднённого Оболенского района в Венёвский были переданы Арсеньевский и Кукуевский с/с.
28 ноября 1934 года был упразднён Подосинский с/с. Территория Подосинского сельсовета была передана в Шишловский сельсовет.
21 февраля 1935 года из Венёвского в новообразованный Мордвесский район были переданы Адашевский, Аксиньинский, Борзовский, Воскресенский, Даровский, Дьяконовский, Ключевский, Кухтинский, Мильшинский, Сасовский, Сосновский, Студенецкий, Трухачевский, Тулубьевский, Харинский и Хрусловский с/с. Однако в декабре 1935 — феврале 1936 года Хрусловский и Мильшинский с/с были возвращены в Венёвский район.
26 сентября 1937 года район вошёл в состав вновь образованной Тульской области.
12 сентября 1938 года Васильевский с/с был передан в подчинение городу Сталиногорску.
18 июня 1954 года были упразднены Подхоже-Высельский и Холтобинский сельсоветы. Территория Подхоже-Высельского сельсовета была передана в Шишловский сельсовет, а территория Холтобинского сельсовета — в Урусовский сельсовет.
7 января 1958 года из Венёвского района в Гремячевский был передан Шишловский сельсовет, а из Урусовского сельсовета Венёвского района в Шишловский сельсовет Гремячевского района были переданы селения Роговиковка, Хлопово и Холтобино.
В 1963 году к Венёвскому району присоединён Мордвесский район.
25 апреля 1978 года Пашковский сельсовет был переименован в Правдинский, а Ясенецкий — в Коммунарский.
9 января 1988 года из Венёвского района в Новомосковский были переданы Коммунарский и Правдинский сельсоветы.

## Население
| 1939    | 1959    | 1970    | 1979    | 1989    | 2002    | 2009    | 2010    | 2011    |
| ------- | ------- | ------- | ------- | ------- | ------- | ------- | ------- | ------- |
| 50 296  | ↘33 615 | ↗40 846 | ↘39 249 | ↘38 527 | ↘37 612 | ↘34 371 | ↘33 940 | ↘33 716 |
| 2012    | 2013    | 2014    | 2015    | 2016    | 2017    | 2018    | 2019    | 2020    |
| ↘33 147 | ↘32 375 | ↘31 531 | ↘31 380 | ↗31 470 | ↘31 453 | ↗31 545 | ↘31 293 | ↘31 105 |
| 2021    |         |         |         |         |         |         |         |         |
| ↗34 238 |         |         |         |         |         |         |         |         |

### Урбанизация
Городское население (город Венёв) составляет 37 % от всего населения района.

### Национальный состав
По итогам переписи населения 2020 года проживали следующие национальности (национальности менее 0,1 % и другое см. в сноске к строке «Другие»):
| Национальность | Численность, чел. | Доля     |
| -------------- | ----------------- | -------- |
| Русские        | 31 146            | 90,97 %  |
| Армяне         | 574               | 1,68 %   |
| Таджики        | 201               | 0,59 %   |
| Украинцы       | 167               | 0,49 %   |
| Азербайджанцы  | 166               | 0,48 %   |
| Узбеки         | 149               | 0,44 %   |
| Татары         | 131               | 0,38 %   |
| Грузины        | 91                | 0,27 %   |
| Молдаване      | 90                | 0,26 %   |
| Цыгане         | 88                | 0,26 %   |
| Аварцы         | 52                | 0,15 %   |
| Киргизы        | 42                | 0,12 %   |
| Другие         | 1341              | 3,91 %   |
| Итого          | 34 238            | 100,00 % |

## Территориальное деление
Административно-территориальное устройство
Венёвский район в рамках административно-территориального устройства включает 1 город районного подчинения и 19 сельских округов:
| №     | Административно-территориальная единица | Код ОКАТО  | Население 2002 (чел.) | Соответствие сельскому поселению |
| ----- | --------------------------------------- | ---------- | --------------------- | -------------------------------- |
| 1e-06 | Город районного подчинения:             |            |                       |                                  |
| 2e-06 | Венёв                                   | 70 212 501 |                       |                                  |
| 3e-06 | Сельские округа:                        |            |                       |                                  |
| 1     | Аксиньинский сельский округ             | 70 212 889 | 262                   | СП Мордвесское                   |
| 2     | Анишинский сельский округ               | 70 212 804 | 1067                  | СП Центральное                   |
| 3     | Бельковский сельский округ              | 70 212 869 | 7575                  | СП Грицовское                    |
| 4     | Васильевский сельский округ             | 70 212 812 | 517                   | СП Центральное                   |
| 5     | Гатский сельский округ                  | 70 212 816 | 390                   | СП Центральное                   |
| 6     | Дьяконовский сельский округ             | 70 212 820 | 714                   | СП Мордвесское                   |
| 7     | Козловский сельский округ               | 70 212 808 | 454                   | СП Мордвесское                   |
| 8     | Кукуйский сельский округ                | 70 212 828 | 778                   | СП Грицовское                    |
| 9     | Метростроевский сельский округ          | 70 212 893 | 1890                  | СП Центральное                   |
| 10    | Мордвесский сельский округ              | 70 212 832 | 2287                  | СП Мордвесское                   |
| 11    | Озеренский сельский округ               | 70 212 836 | 975                   | СП Центральное                   |
| 12    | Оленьковский сельский округ             | 70 212 843 | 743                   | СП Мордвесское                   |
| 13    | Поветкинский сельский округ             | 70 212 851 | 459                   | СП Центральное                   |
| 14    | Прудищинский сельский округ             | 70 212 854 | 650                   | СП Центральное                   |
| 15    | Рассветовский сельский округ            | 70 212 873 | 631                   | СП Центральное                   |
| 16    | Сетский сельский округ                  | 70 212 858 | 472                   | СП Мордвесское                   |
| 17    | Студенецкий сельский округ              | 70 212 865 | 358                   | СП Центральное                   |
| 18    | Тулубьевский сельский округ             | 70 212 877 | 560                   | СП Центральное                   |
| 19    | Урусовский сельский округ               | 70 212 885 | 663                   | СП Центральное                   |

Муниципальное устройство
В муниципальный район, в рамках организации местного самоуправления, входят 4 муниципальных образования, в том числе одно городское и три сельских поселения:
| №        | Муниципальное образование | Административный центр  | Количество населённых пунктов | Население | Площадь, км2 |
| -------- | ------------------------- | ----------------------- | ----------------------------- | --------- | ------------ |
| 1e-06    | Городское поселение:      |                         |                               |           |              |
| 1        | город Венёв               | город Венёв             | 1                             | ↘12 668   | 9,36         |
| 1.000002 | Сельские поселения:       |                         |                               |           |              |
| 2        | Грицовское                | посёлок Грицовский      | 33                            | ↗7348     | 289,51       |
| 3        | Мордвесское               | посёлок Мордвес         | 71                            | ↗5155     | 570,57       |
| 4        | Центральное               | посёлок Метростроевский | 104                           | ↗9067     | 751,11       |

В 2006 году в муниципальном районе были созданы 2 городских и 4 сельских поселения. В 2014 году были упразднены сельские поселения Озеренское и Гурьевское (объединены в Центральное), также были объединены сельское поселение Южное и городское поселение посёлок городского типа Грицовский в новое сельское поселение Грицовское.

## Населённые пункты
В Венёвском районе один город и 208 сельских населённых пунктов.
| №   | Населённый пункт        | Тип              | Население (чел.) | Муниципальное образование | Сельский округ  |
| --- | ----------------------- | ---------------- | ---------------- | ------------------------- | --------------- |
| 1   | Венёв                   | город            | ↘12 668          | город Венёв               |                 |
| 2   | Адашево                 | деревня          | 2                | Центральное               | Студенецкий     |
| 3   | Ажовка                  | деревня          | 17               | Мордвесское               | Дьяконовский    |
| 4   | Аксиньино               | село             | ↘199             | Мордвесское               | Аксиньинский    |
| 5   | Алексинцево             | деревня          | 14               | Грицовское                | Бельковский     |
| 6   | Алесово                 | деревня          | 18               | Мордвесское               | Мордвесский     |
| 7   | Ананское                | село             | 1                | Грицовское                | Бельковский     |
| 8   | Ананское                | деревня          | 0                | Центральное               | Васильевский    |
| 9   | Андреевка               | деревня          | 2                | Центральное               | Студенецкий     |
| 10  | Анишино                 | деревня          | ↘522             | Центральное               | Анишинский      |
| 11  | Арсеньево               | село             | 35               | Грицовское                | Кукуйский       |
| 12  | Артемовка               | деревня          | 5                | Центральное               | Поветкинский    |
| 13  | Афанасьево              | деревня          | 8                | Мордвесское               | Оленьковский    |
| 14  | Барсуки                 | деревня          | 40               | Мордвесское               | Мордвесский     |
| 15  | Белгородский            | посёлок          | 7                | Центральное               | Прудищинский    |
| 16  | Бельково                | село             | 14               | Грицовское                | Бельковский     |
| 17  | Бельковский             | посёлок          | ↘421             | Грицовское                | Бельковский     |
| 18  | Бельцы                  | деревня          | 4                | Центральное               | Прудищинский    |
| 19  | Березово                | село             | 67               | Центральное               | Поветкинский    |
| 20  | Бобровка                | деревня          | 17               | Центральное               | Рассветовский   |
| 21  | Богородицкое            | деревня          | 5                | Центральное               | Рассветовский   |
| 22  | Богоявленка             | село             | ↘78              | Центральное               | Анишинский      |
| 23  | Большая Звойка          | деревня          | 8                | Центральное               | Метростроевский |
| 24  | Большая Ретёша          | деревня          | 12               | Мордвесское               | Козловский      |
| 25  | Большая Связьма         | деревня          | 1                | Грицовское                | Бельковский     |
| 26  | Большая Уваровка        | деревня          | 10               | Мордвесское               | Мордвесский     |
| 27  | Большие Заломы          | деревня          | ↘167             | Центральное               | Озеренский      |
| 28  | Большое Алитово         | село             | 14               | Центральное               | Васильевский    |
| 29  | Большое Чернево         | деревня          | 9                | Мордвесское               | Оленьковский    |
| 30  | Борзовка                | деревня          | 1                | Центральное               | Рассветовский   |
| 31  | Борзовка                | деревня          | 4                | Мордвесское               | Мордвесский     |
| 32  | Борозденки              | деревня          | ↘78              | Центральное               | Тулубьевский    |
| 33  | Борщевое                | село             | 13               | Центральное               | Рассветовский   |
| 34  | Боярково                | деревня          | 5                | Центральное               | Студенецкий     |
| 35  | Бурдуково               | деревня          | 10               | Центральное               | Студенецкий     |
| 36  | Быковка                 | деревня          | 3                | Грицовское                | Бельковский     |
| 37  | Бяково                  | деревня          | 12               | Центральное               | Метростроевский |
| 38  | Васильевский            | посёлок          | ↘301             | Центральное               | Васильевский    |
| 39  | Васильевское            | село             | 38               | Центральное               | Васильевский    |
| 40  | Великое Поле            | деревня          | 0                | Центральное               | Васильевский    |
| 41  | Венев-Монастырь         | село             | 34               | Центральное               | Анишинский      |
| 42  | Воейково                | деревня          | ↗11              | Грицовское                | Бельковский     |
| 43  | Вородуново              | деревня          | 4                | Центральное               | Васильевский    |
| 44  | Воскресенское           | село             | 27               | Центральное               | Тулубьевский    |
| 45  | Вотчинка                | деревня          | 9                | Центральное               | Гатский         |
| 46  | Выглядовка              | деревня          | 4                | Центральное               | Тулубьевский    |
| 47  | Высокое                 | деревня          | 0                | Мордвесское               | Козловский      |
| 48  | Гати                    | село             | ↘270             | Центральное               | Гатский         |
| 49  | Глебково                | деревня          | 2                | Центральное               | Студенецкий     |
| 50  | Головеньково            | деревня          | 0                | Мордвесское               | Оленьковский    |
| 51  | Городенец               | село             | 0                | Центральное               | Рассветовский   |
| 52  | Городищи                | деревня          | 7                | Грицовское                | Кукуйский       |
| 53  | Горшково                | деревня          | 14               | Мордвесское               | Мордвесский     |
| 54  | Горшковский             | посёлок          | 66               | Мордвесское               | Мордвесский     |
| 55  | Грабоново               | деревня          | 3                | Центральное               | Тулубьевский    |
| 56  | Гремячее                | деревня          | 0                | Мордвесское               | Оленьковский    |
| 57  | Грибовка                | село             | 21               | Центральное               | Урусовский      |
| 58  | Гритчино                | деревня          | 0                | Мордвесское               | Оленьковский    |
| 59  | Грицовский              | посёлок          | ↘5630            | Грицовское                | Бельковский     |
| 60  | Грызловка               | деревня          | 23               | Грицовское                | Кукуйский       |
| 61  | Грызловский             | посёлок          |                  | Грицовское                | Бельковский     |
| 62  | Гурьево                 | деревня          | 31               | Центральное               | Метростроевский |
| 63  | Гурьевские Выселки      | деревня          | 1                | Центральное               | Васильевский    |
| 64  | Даниловские Выселки     | посёлок          | 2                | Мордвесское               | Сетский         |
| 65  | Даниловские Хутора      | посёлок          | 0                | Мордвесское               | Сетский         |
| 66  | Даниловское             | деревня          | 14               | Мордвесское               | Сетский         |
| 67  | Даровая                 | деревня          | ↘164             | Мордвесское               | Дьяконовский    |
| 68  | Дедиловские Выселки     | деревня          | ↘70              | Центральное               | Анишинский      |
| 69  | Долговка                | деревня          | 2                | Мордвесское               | Сетский         |
| 70  | Дьяково                 | деревня          | 3                | Грицовское                | Бельковский     |
| 71  | Дьяконово               | село             | ↘321             | Мордвесское               | Дьяконовский    |
| 72  | Жуково                  | деревня          | 8                | Грицовское                | Бельковский     |
| 73  | Залесово                | деревня          | 4                | Мордвесское               | Козловский      |
| 74  | Зарытово                | деревня          | 11               | Мордвесское               | Козловский      |
| 75  | Засечный                | посёлок          | ↘77              | Центральное               | Анишинский      |
| 76  | Звойские Выселки        | деревня          | 0                | Центральное               | Метростроевский |
| 77  | Ивановское              | деревня          | 7                | Грицовское                | Бельковский     |
| 78  | Ивановское-Ступино      | деревня          | 7                | Мордвесское               | Аксиньинский    |
| 79  | Ивковичи                | деревня          | 0                | Мордвесское               | Козловский      |
| 80  | Игумново                | деревня          | 6                | Мордвесское               | Козловский      |
| 81  | Изварино                | деревня          | 2                | Мордвесское               | Мордвесский     |
| 82  | Ильинка                 | деревня          | 2                | Мордвесское               | Мордвесский     |
| 83  | Ильича                  | посёлок          | 0                | Центральное               | Тулубьевский    |
| 84  | Исаково                 | село             | ↘77              | Центральное               | Тулубьевский    |
| 85  | Казановка               | село             | 3                | Центральное               | Анишинский      |
| 86  | Кайдаково               | деревня          | 12               | Мордвесское               | Аксиньинский    |
| 87  | Каменка                 | деревня          | 18               | Мордвесское               | Мордвесский     |
| 88  | Каменный                | посёлок          | ↘178             | Центральное               | Озеренский      |
| 89  | Карники                 | село             | 39               | Грицовское                | Бельковский     |
| 90  | Карпово                 | село             | 35               | Центральное               | Метростроевский |
| 91  | Касторня                | деревня          | 11               | Грицовское                | Кукуйский       |
| 92  | Киселевка               | деревня          | 0                | Центральное               | Васильевский    |
| 93  | Климентьевка            | деревня          | 0                | Мордвесское               | Мордвесский     |
| 94  | Клин                    | село             | ↘98              | Центральное               | Метростроевский |
| 95  | Ключевое                | деревня          | 5                | Центральное               | Озеренский      |
| 96  | Княжево                 | деревня          | 0                | Центральное               | Гатский         |
| 97  | Козловка                | село             | ↗266             | Мордвесское               | Козловский      |
| 98  | Колодезное              | деревня          | 3                | Центральное               | Рассветовский   |
| 99  | Коломенская             | слобода          | ↗106             | Центральное               | Озеренский      |
| 100 | Кончинка                | деревня          | 5                | Мордвесское               | Сетский         |
| 101 | Красный                 | посёлок          | 4                | Мордвесское               | Дьяконовский    |
| 102 | Красный Яр              | посёлок          | 1                | Центральное               | Васильевский    |
| 103 | Крюково                 | деревня          | 22               | Грицовское                | Бельковский     |
| 104 | Кукуй                   | деревня          | ↘475             | Грицовское                | Кукуйский       |
| 105 | Курганцы                | деревня          | 0                | Центральное               | Васильевский    |
| 106 | Кухтинка                | деревня          | 20               | Центральное               | Васильевский    |
| 107 | Лопатино                | деревня          | 0                | Центральное               | Рассветовский   |
| 108 | Лукошкино               | деревня          | 7                | Центральное               | Тулубьевский    |
| 109 | Лямзино                 | деревня          | 1                | Центральное               | Студенецкий     |
| 110 | Ляховский               | посёлок          | 0                | Грицовское                | Кукуйский       |
| 111 | Малая Ретёша            | деревня          | 1                | Мордвесское               | Козловский      |
| 112 | Малая Связьма           | деревня          | 5                | Грицовское                | Бельковский     |
| 113 | Малая Уваровка          | деревня          | 46               | Мордвесское               | Мордвесский     |
| 114 | Малая Хрусловка         | деревня          | 7                | Центральное               | Метростроевский |
| 115 | Малое Алитово           | деревня          | 2                | Центральное               | Васильевский    |
| 116 | Мартемьяново            | село             | 46               | Мордвесское               | Оленьковский    |
| 117 | Марыгино                | село             | 35               | Мордвесское               | Дьяконовский    |
| 118 | Марьинка                | деревня          | 9                | Мордвесское               | Дьяконовский    |
| 119 | Масловка                | деревня          | 13               | Грицовское                | Кукуйский       |
| 120 | Матвеевка               | деревня          | 9                | Центральное               | Васильевский    |
| 121 | Махринка                | деревня          | 2                | Центральное               | Студенецкий     |
| 122 | Махринские Выселки      | деревня          | 3                | Центральное               | Васильевский    |
| 123 | Медведки                | село             | 23               | Центральное               | Гатский         |
| 124 | Метростроевский         | посёлок          | ↗1269            | Центральное               | Метростроевский |
| 125 | Миленино                | хутор            | 20               | Мордвесское               | Оленьковский    |
| 126 | Мильшино                | село             | 6                | Центральное               | Метростроевский |
| 127 | Михайловка              | деревня          | 8                | Мордвесское               | Дьяконовский    |
| 128 | Мордвес                 | посёлок          | ↘1497            | Мордвесское               | Мордвесский     |
| 129 | Настасьино              | деревня          | 7                | Центральное               | Тулубьевский    |
| 130 | Настасьино              | посёлок станции  | 17               | Центральное               | Тулубьевский    |
| 131 | Никифоровка             | деревня          | 0                | Центральное               | Студенецкий     |
| 132 | Новая Жизнь             | посёлок          | 0                | Мордвесское               | Мордвесский     |
| 133 | Новая Уваровка          | деревня          | 7                | Грицовское                | Бельковский     |
| 134 | Новое Глазово           | деревня          | 0                | Мордвесское               | Сетский         |
| 135 | Новое Ивашково          | деревня          | 0                | Центральное               | Студенецкий     |
| 136 | Новоселки               | деревня          | 3                | Центральное               | Анишинский      |
| 137 | Озеренская              | слобода          | ↘196             | Центральное               | Озеренский      |
| 138 | Октябрьский             | посёлок          | ↘141             | Грицовское                | Бельковский     |
| 139 | Оленьково               | село             | 46               | Мордвесское               | Оленьковский    |
| 140 | Оленьковский            | посёлок          | ↘420             | Мордвесское               | Оленьковский    |
| 141 | Ольховка                | посёлок разъезда | 0                | Центральное               | Гатский         |
| 142 | Ореховка                | деревня          | 0                | Мордвесское               | Сетский         |
| 143 | Осетровское Лесничество | посёлок          | 41               | Центральное               | Анишинский      |
| 144 | Островки                | деревня          | ↘423             | Центральное               | Урусовский      |
| 145 | Павловка                | деревня          | 3                | Мордвесское               | Мордвесский     |
| 146 | Павлово-Воронцово       | село             | 2                | Мордвесское               | Сетский         |
| 147 | Павловское              | деревня          | 22               | Мордвесское               | Сетский         |
| 148 | Паново                  | деревня          | 0                | Мордвесское               | Сетский         |
| 149 | Первомайский            | посёлок          | 64               | Грицовское                | Кукуйский       |
| 150 | Петропавловское         | село             | 4                | Грицовское                | Кукуйский       |
| 151 | Пирогово                | деревня          | 1                | Мордвесское               | Аксиньинский    |
| 152 | Поветкино               | село             | ↘176             | Центральное               | Поветкинский    |
| 153 | Подлесный               | посёлок          | 6                | Грицовское                | Кукуйский       |
| 154 | Подлипки                | деревня          | 5                | Мордвесское               | Мордвесский     |
| 155 | Полошково               | деревня          | 46               | Мордвесское               | Мордвесский     |
| 156 | Потетино                | село             | 18               | Центральное               | Студенецкий     |
| 157 | Привальное              | деревня          | 6                | Мордвесское               | Аксиньинский    |
| 158 | Пригори                 | деревня          | 13               | Центральное               | Рассветовский   |
| 159 | Прилипки                | деревня          | 0                | Грицовское                | Кукуйский       |
| 160 | Причаль                 | деревня          | 11               | Центральное               | Прудищинский    |
| 161 | Прудищи                 | село             | ↗503             | Центральное               | Прудищинский    |
| 162 | Пряхино                 | деревня          | 27               | Мордвесское               | Мордвесский     |
| 163 | Пушкарская              | слобода          | ↘42              | Центральное               | Озеренский      |
| 164 | Рассвет                 | посёлок          | ↘343             | Центральное               | Рассветовский   |
| 165 | Рассылкино              | деревня          | ↘109             | Центральное               | Поветкинский    |
| 166 | Рогово                  | деревня          | 3                | Центральное               | Анишинский      |
| 167 | Руднецово               | деревня          | 11               | Мордвесское               | Оленьковский    |
| 168 | Сасово                  | деревня          | 5                | Центральное               | Васильевский    |
| 169 | Свиридово 2-е           | деревня          | 21               | Центральное               | Озеренский      |
| 170 | Свиридовский            | посёлок          | 25               | Центральное               | Озеренский      |
| 171 | Свобода                 | посёлок          | 4                | Мордвесское               | Мордвесский     |
| 172 | Селенка                 | деревня          | 0                | Мордвесское               | Сетский         |
| 173 | Сергиево                | деревня          | 15               | Грицовское                | Кукуйский       |
| 174 | Сетка                   | деревня          | ↘319             | Мордвесское               | Сетский         |
| 175 | Соколовка               | деревня          | 9                | Мордвесское               | Аксиньинский    |
| 176 | Соньшино                | деревня          | 1                | Центральное               | Васильевский    |
| 177 | Сосенки                 | деревня          | 18               | Центральное               | Метростроевский |
| 178 | Сосновка                | деревня          | 12               | Мордвесское               | Мордвесский     |
| 179 | Софьино                 | деревня          | 0                | Мордвесское               | Мордвесский     |
| 180 | Старое Глазово          | деревня          | 0                | Мордвесское               | Сетский         |
| 181 | Стомна                  | село             | 3                | Мордвесское               | Мордвесский     |
| 182 | Стрелецкая              | слобода          | ↘69              | Центральное               | Озеренский      |
| 183 | Студенец                | село             | ↘206             | Центральное               | Студенецкий     |
| 184 | Студенецкие Выселки     | деревня          | 0                | Центральное               | Студенецкий     |
| 185 | Студенецкие Выселки     | посёлок          | 5                | Центральное               | Васильевский    |
| 186 | Талызино                | деревня          | 0                | Центральное               | Урусовский      |
| 187 | Татарники               | деревня          | 9                | Грицовское                | Бельковский     |
| 188 | Тёплое                  | деревня          | 1                | Центральное               | Рассветовский   |
| 189 | Теребуш                 | деревня          | 43               | Центральное               | Рассветовский   |
| 190 | Торбеевка               | деревня          | 34               | Грицовское                | Кукуйский       |
| 191 | Торбеевский             | посёлок          | 5                | Грицовское                | Кукуйский       |
| 192 | Тростники               | деревня          | 3                | Центральное               | Тулубьевский    |
| 193 | Трухачевка              | село             | ↘287             | Мордвесское               | Мордвесский     |
| 194 | Тулубьево               | деревня          | ↘131             | Центральное               | Тулубьевский    |
| 195 | Тураево                 | деревня          | 0                | Мордвесское               | Сетский         |
| 196 | Тюнеж                   | село             | ↘29              | Мордвесское               | Козловский      |
| 197 | Улыбышево               | деревня          | 1                | Центральное               | Студенецкий     |
| 198 | Ульяновка               | деревня          | 0                | Центральное               | Метростроевский |
| 199 | Урусово                 | село             | ↘139             | Центральное               | Урусовский      |
| 200 | Филатово                | деревня          | 4                | Центральное               | Анишинский      |
| 201 | Хавки                   | село             | ↘89              | Центральное               | Рассветовский   |
| 202 | Харино                  | село             | 0                | Мордвесское               | Аксиньинский    |
| 203 | Хмелевая                | деревня          | 2                | Центральное               | Поветкинский    |
| 204 | Хрусловка               | село             | ↗357             | Центральное               | Метростроевский |
| 205 | Чусово                  | деревня          | 19               | Мордвесское               | Оленьковский    |
| 206 | Шереметьево             | деревня          | 0                | Мордвесское               | Сетский         |
| 207 | Шилово                  | деревня          | 12               | Грицовское                | Кукуйский       |
| 208 | Щепиловка               | деревня          | 0                | Центральное               | Гатский         |
| 209 | Щучье                   | село             | ↘149             | Центральное               | Прудищинский    |

Грицовский в 1965—2014 годы был посёлком городского типа (рабочим посёлком).

## Экономика

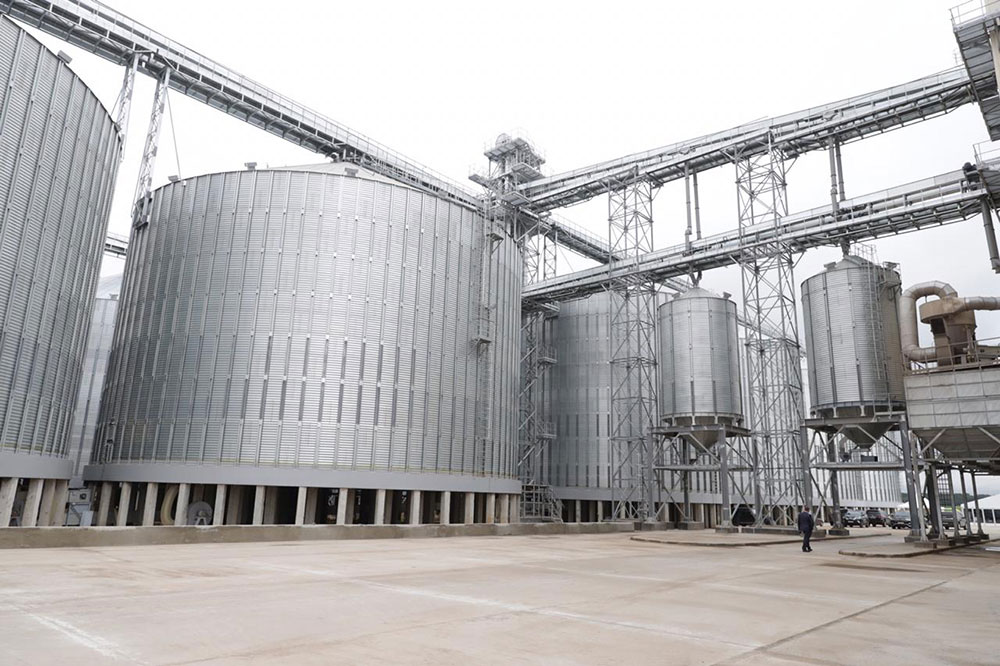
Сельхозпредприятие «ЖАК» в селе Урусово

Значительную часть в экономике района занимает промышленное производство. По данным Росстата в 2021 году объём отгруженной продукции по кругу крупных и средних предприятий района всех видов экономической деятельности превысил допандемический уровень на 53,1 %, и составляет 5,9 млрд руб. Основной вклад в улучшение показателей вносит промышленное производство, занимающее 86,9 % в общем объёме отгрузки и в большей мере — обрабатывающая промышленность.
К наиболее значимым предприятиям промышленного сектора относятся фабрика ООО «Essity» по производству изделий личной гигиены, заводы ООО «Венфа» и ОАО «ВеАл» по производству алмазного порошка и шлифовальных инструментов, завод ООО «Янтарная прядь» по производству художественного паркета, завод ООО «Дон» по изготовлению холодильников, завод ООО «Кубань-Масло ЕМЗ» по производству растительных рафинированных масел, ООО «Веневская хлебная компания» по производству замороженных хлебобулочных изделий, ООО «Агрокомплекс», занимающийся добычей щебня, и ООО «ККС», занимающийся производством, передачей и распределением пара и горячей воды. Всего в районе осуществляют деятельность 40 крупных и средних организаций. Малый и средний бизнес представляют 1001 субъект, которые обеспечивают 18 % налоговых поступлений в бюджет района.
Не менее значимым для экономики района остаётся агропромышленный комплекс, в составе которого 25 сельскохозяйственных предприятий и 62 крестьянских (фермерских) хозяйства. Всего в границах района находится 90,4 тысяч гектаров пашни, из них 60,12 тысячи гектар в обработке или 66,5 %. Посевные площади заняты под зерновыми и зернобобовыми культурами, рапсом и картофелем. Ведущими сельхозпредприятиями района являются ЗАО «Салют» (производство зерна, молока и мяса), ОАО «Веневсельхозхимия» (производство зерна), ООО «Родниковое поле» (производство зерновых и кормовых культур, производство мясного и молочного животноводства) и ООО «НТ-Агри» (производство зерновых и технических культур). По итогам 2021 года поголовье крупного рогатого скота составляет 3,9 тысячи голов, свиней — 705 голов, овец — 2786 голов.
Среднемесячная номинальная заработная плата, начисленная за 2021 год работникам крупных и средних организаций составила 36445,1 рубля, превысив уровень соответствующего периода прошлого года на 6,6 %. Показатель регистрируемой безработицы по состоянию на 1 января 2022 года составляет 0,95 %.

## Социальная сфера

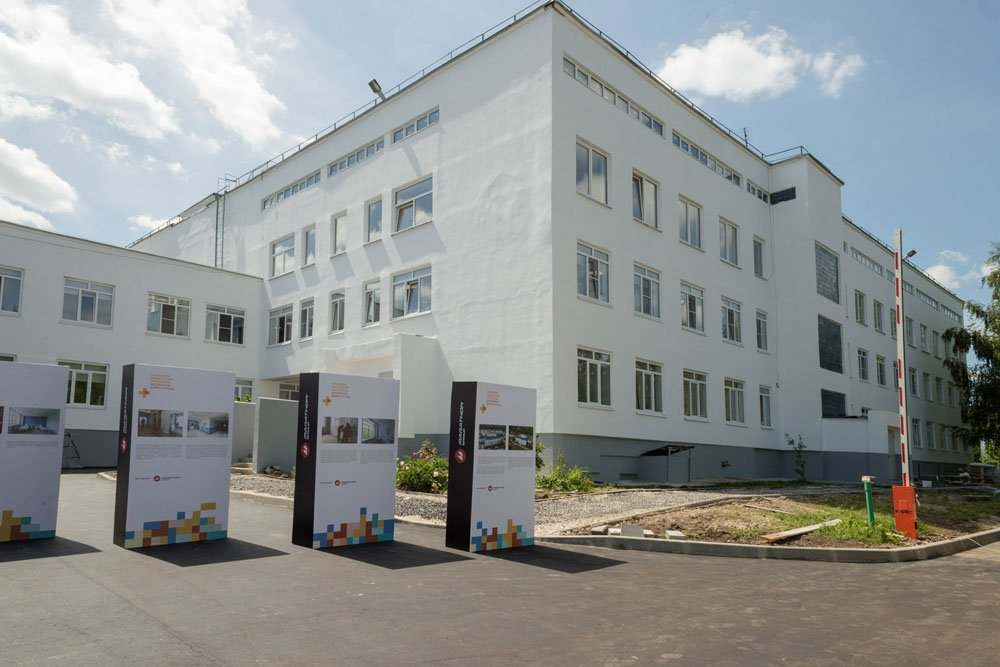
Тульский областной госпиталь ветеранов войн и труда в посёлке Грицовский

В сфере образования осуществляют деятельность 22 учреждения (9 — центров образования, 9 — общеобразовательных учреждений, 4 — учреждения дополнительного образования детей в сфере образования и культуры). В 2021—2022 учебном году в школах района обучалось 2963 учащихся, детские сады посещали 1115 воспитанников, в учреждениях дополнительного образования занимались 1540 обучающихся. Подвоз учащихся из отдаленных населенных пунктов к месту учёбы и обратно осуществляют 17 школьных автобусов на балансе 8 образовательных учреждений.
В сфере молодёжной политики и спорта осуществляют деятельность муниципальные учреждения дополнительного образования «Веневский детско-юношеский центр» и «Веневская детско-юношеская спортивная школа». На базе этих учреждений открыто 32 кружка и 34 учебных группы, функционирующих по различным направлениям: художественно -эстетическое, социально-педагогическое, эколого-биологическое, туристско-краеведческое.
В сфере культуры на территории района действуют 39 учреждений, в том числе — 18 домов культуры, 15 учреждений библиотечной системы, 2 учреждения дополнительного образования детей, краеведческий музей, парк культуры и отдыха имени Д. Т. Стихарева, 3D кинотеатр и туристско-информационный центр. В 2021 году проект «Булочка Веневка» вошёл в пятерку финалистов Всероссийского конкурса новых достопримечательностей «Культурный след».
В посёлке Грицовский находится областной госпиталь ветеранов войн и труда, который является единственное в регионе учреждение, предназначенное для лечения ветеранов войн и труда, а также реабилитации представителей старшего поколения.

## Транспорт
Через район проходят железная дорога «Москва—Донбасс», автомагистрали «Дон», «Москва—Волгоград», «Калуга—Тула—Михайлов—Рязань», дороги местного значения «Ясногорск—Мордвес», «Венёв—Серебряные Пруды».

## Туризм

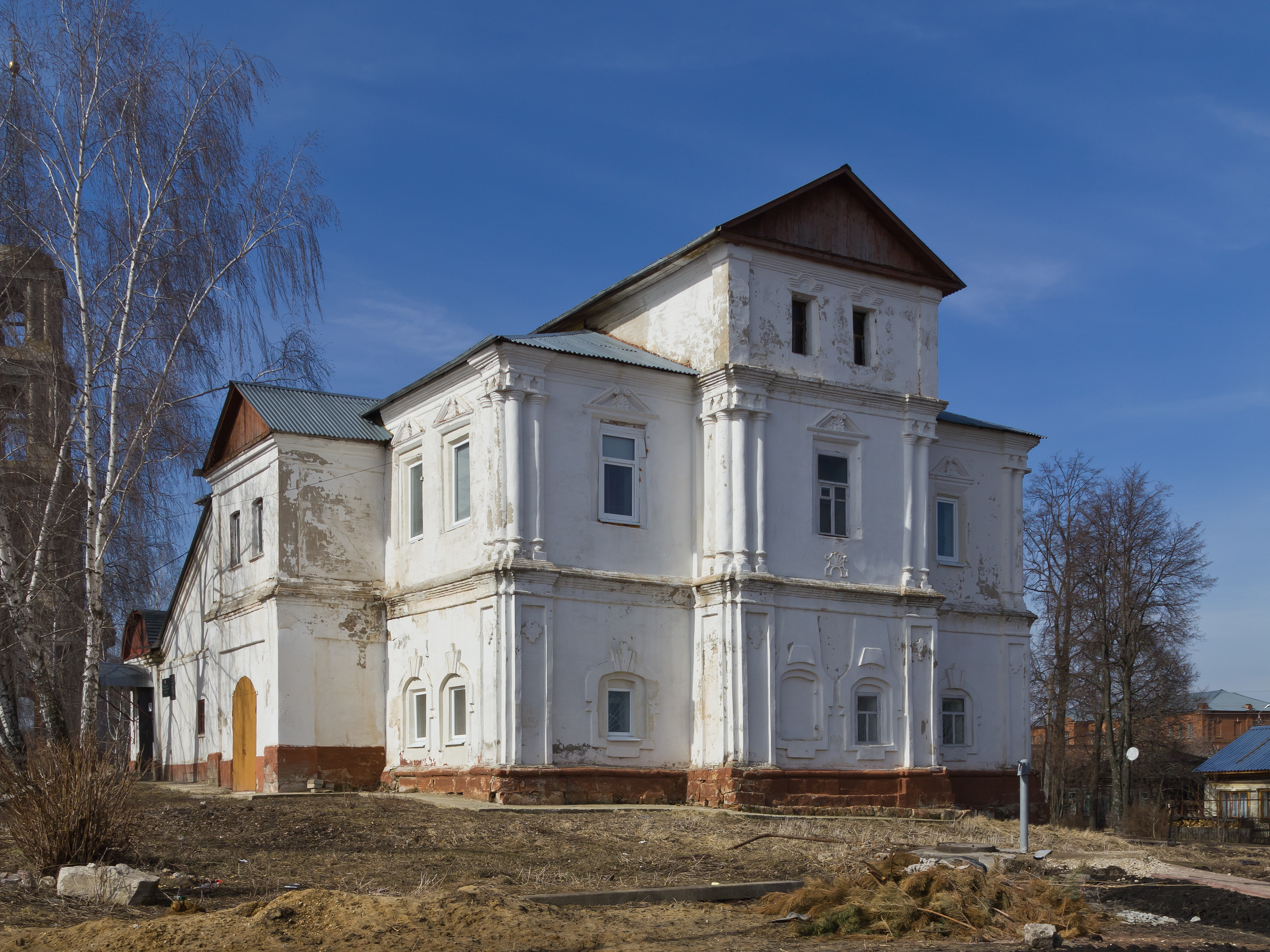
Венёвский краеведческий музей

В 2015 году Венёвский район на основе анализа туристских ресурсов, состояния инфраструктуры и транспортной логистики в разрезе муниципальных образований Тульской области был включён в туристско-рекреационный кластер «Куликовский». Основными направлениями туризма в районе являются культурно-познавательный, сельский, экологический, событийный туризм, гастрономический, религиозный туризм. В 2023 году Венёвский район стал вторым по посещаемости после Тулы.

### Культурно-познавательный
В рамках культурно-познавательного туризма функционирует Венёвский краеведческий музей в котором экспонируются археологические находки, экспозиция дворянского, купеческого и крестьянского быта, а также материалы периода Великой Отечественной войны. Здание каменных палат, где располагается музей, являются единственным в Тульской области памятником каменного гражданского зодчества позднего средневековья (XVII — начало XVIII века). С 2017 года в Венёве существует общественный музей Бориса Абрамова, последователя Николая Рериха и Елены Рерих, составителя нравственно-философских записей. Экспозиции посвящены творческому и жизненному пути Абрамова, включая фотографии, копии архивных документов, репродукции живописных работ Рериха. Помещение бывших земских складов в Венёве с 2019 года используется под выставочное пространство, где проходят сменные художественные выставки различных авторов. В венёвском музее фототехники представлены различные модификации отечественных и зарубежных фотоаппаратов XX века, кинокамеры, фотоувеличители, вспышки, глянцеватели и объективы, а также старинные фотографии.
В 2013 году был открыт историко-культурный комплекс на станции Венёв Московской железной дороги. На аллее вдоль здания вокзала установлено несколько арт-объектов, включая реплики паровоза Черепановых и бронеавтомобиля БА-11, подлинные паровоз «Лебедянка» и вагон «теплушка». Железнодорожный музей также существует в вокзале на станции в Мордвесе, который включает экспозицию внутри здания, а также мемориалы участникам Отечественных войн и железнодорожную технику под открытым небом.

### Религиозный

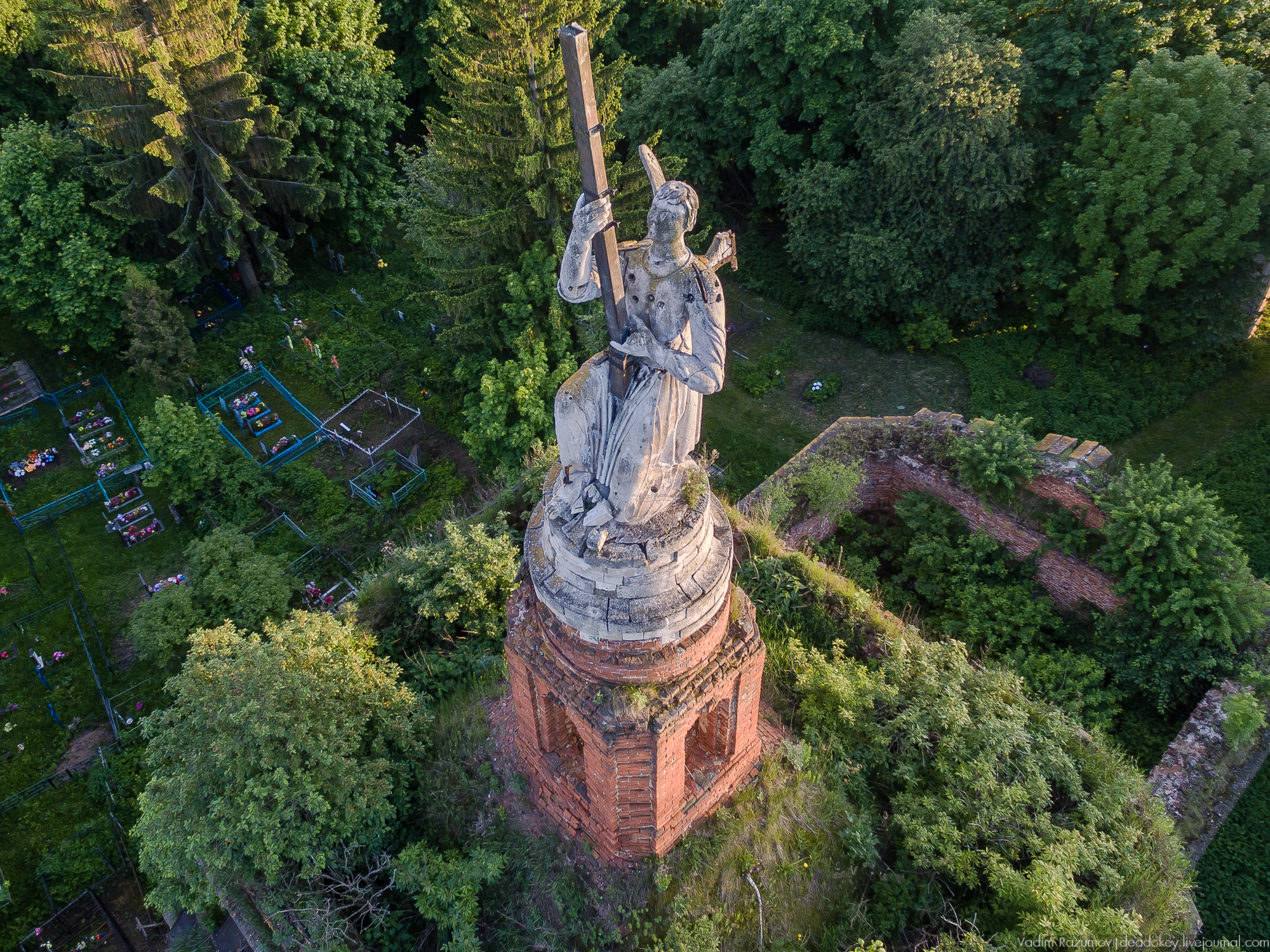
Церковь Спаса Нерукотворного Образа в Аксиньино

Объектом посещения в рамках религиозного туризма является старейший в Тульской области Венев-Никольский монастырь, возникший по образу Киево-Печерской лавры в карстовых пещерах на берегу Осётра в XV веке. В 1570 году сюда был сослан Иваном Грозным новгородский архиепископ Пимен (Чёрный), он был заточен в каменном мешке, в котором через год умер. В деревне Свиридово находится благоустроенный святой источник с купелью «Двенадцать ключей». По легенде, когда в битве с Мамаем погибли 12 братьев, отец похоронил их под дубом, а наутро из-под горы забили 12 ключей-родников.
Церковное зодчество представлено множеством сохранившихся храмовых построек различных архитектурных стилей. Образцом русского узорочья служит церковь иконы Божией Матери «Одигитрия» в селе Городенец, являющаяся старейшей из сохранившихся храмов на территории области. Следы влияния московского барокко видны в венёвских церквях Богоявления Господня и Иконы Божией Матери Казанская, ранее входивших в комплекс Богоявленского монастыря, а также в кладбищенской церкви Иоанна Предтечи и в частично сохранившейся церкви Покрова Пресвятой Богородицы. В Венёве расположена 80-ти метровая колокольня в стиле классицизм утраченного Николаевского собора, считавшегося крупнейшим в Тульской епархии в конце XIX века. В 2022 году в колокольне после ремонта были открыты молельный зал, конференц-зал, два выставочных зала, смотровая площадка и звонница.

### Событийный
В деревне Свиридово проходит фольклорном фестивале «Двенадцать ключей», в котором принимают участие профессиональные и любительские фольклорные коллективы из разных областей России, которые исполняют обрядовые песни и танцы. Также организуется ярмарка ремёсел традиционных видов: авторская жестяная и глиняная игрушка, белёвское кружево, лоскутное шитьё, тряпичные куклы, изделия в технике лозоплетения и берестяные работы. Фестиваль народного творчества «Венёвские баранки» в Венёве направлен на сохранение и популяризацию нематериального культурного наследия региона, возрождение традиционного хлебопекарного промысла, продвижение гастрономического бренда булочки «Венёвки».

### Усадебный
Близ села Хрусловка сохранилась в полуразрушенном виде усадьба Максимилиана Карловича фон Мекка, построенная на рубеже 1880—1890-х годов в неоготическом стиле. В селе Аксиньино существовал усадебный ансамбль первой половины XIX века принадлежавший Владимиру Денисовичу Давыдову, дяде героя Отечественной войны 1812 года Дениса Давыдова. От усадьбы сохранились церковь Спаса Нерукотворного Образа с двухъярусной колокольней, являющиеся объектами культурного наследия народов России федерального значения. На куполе церкви стоит коленопреклонённая каменная статуя Михаила Архангела с крестом в руке, которая, как считают некоторые исследователи, перекликается со скульптурой, установленной на Александровской колонне в Санкт-Петербурге Руинированные усадебные комплексы также сохранаились в сёлах Урусово, Исаково, Свиридово, Щучье, Мартемьяново, Оленьково и Белгородье.

### Экологический
В районе расположена крупная сеть подземных пещер — Гурьевские каменоломни (Бяковские пещеры), общая протяженность пещерных ходов в которых составояет более 80 км. В ходах имеются залы, карстовые разломы протяженностью 10-15 метров и затопленные участки. Небольшая пещера «Лисьи норы» входит в состав Гурьевских каменоломен. Своё название пещера получила в связи с тем, что там можно найти лежанки лисиц. Так же в пещере обитает много летучих мышей.
На правом и левом крутых склонах река Осётр расположены скальные обнажения известняков, придающие ландшафту вид скалисто-гористого и являющиеся памятником природы. В обнажениях виден разрез тарусского и веневского горизонтов нижнего карбона, сложенный органогенными известняками. В 2 км северо-восточнее села Щучье на берегу той же реки находится урочище Излучина, представляющее собой выход известняков алексинского и михайловского горизонтов нижнего карбона на прорезанном балкой участке излучины реки. В 1 км к западу от деревни Ключевое находится ещё один памятник природы — урочище Ключи, ценностью которой является произрастающая по всей территории дубравы урочища зубянка трёхраздельная, одно из редчайших видов травянистых растений Средней полосы России.

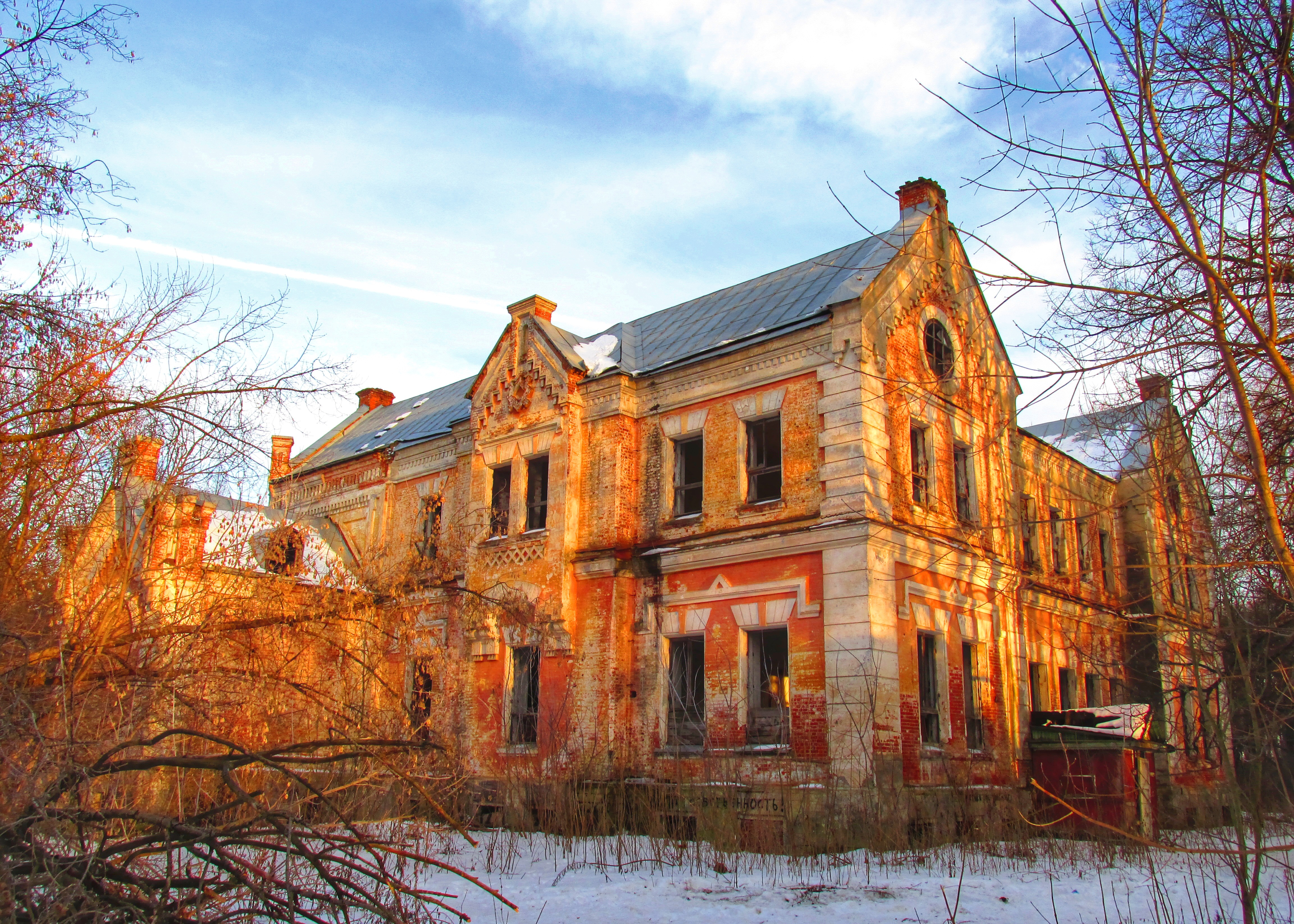
Усадьба фон Мекк в Хрусловке
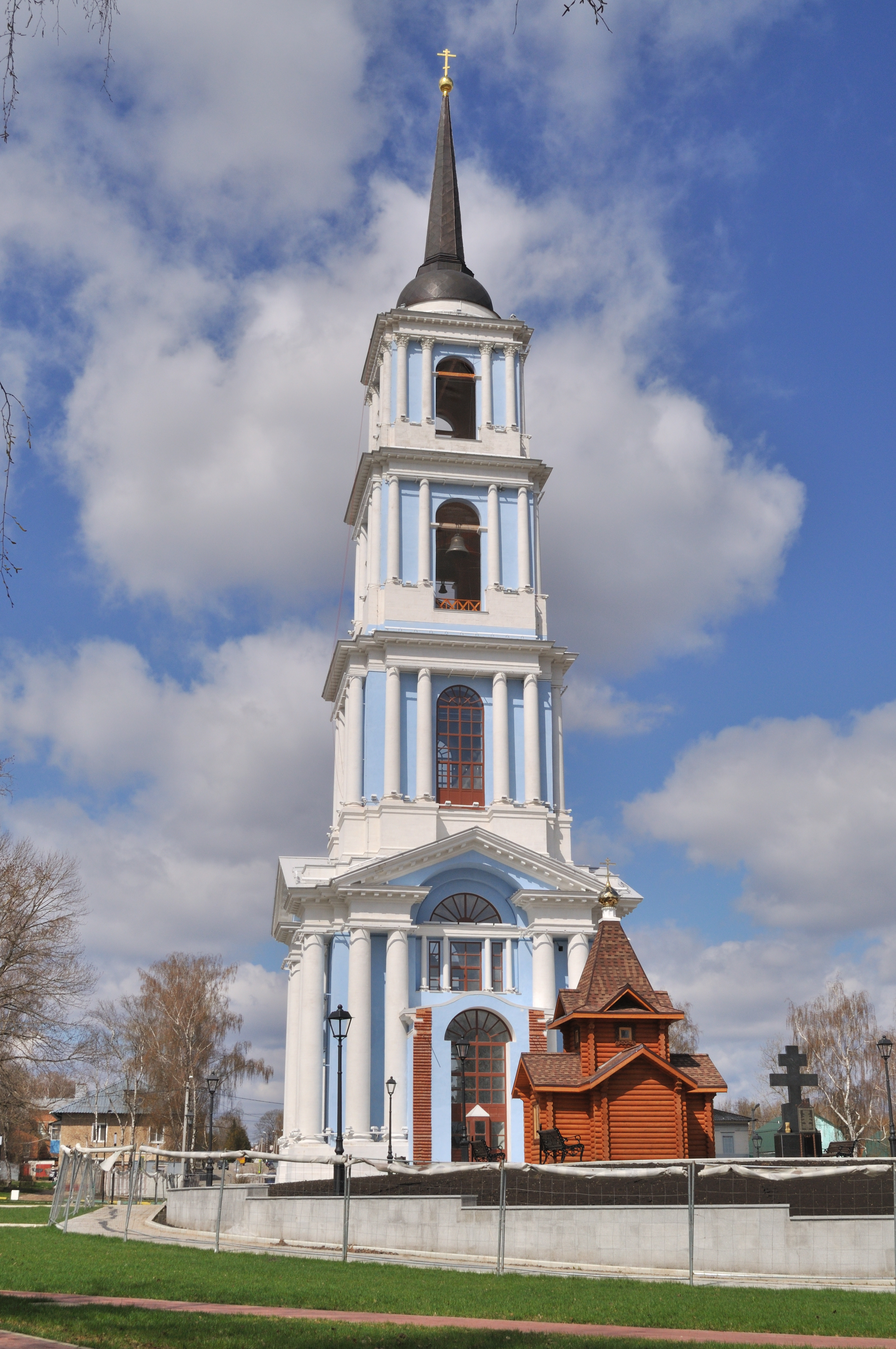
Колокольня Никольского собора
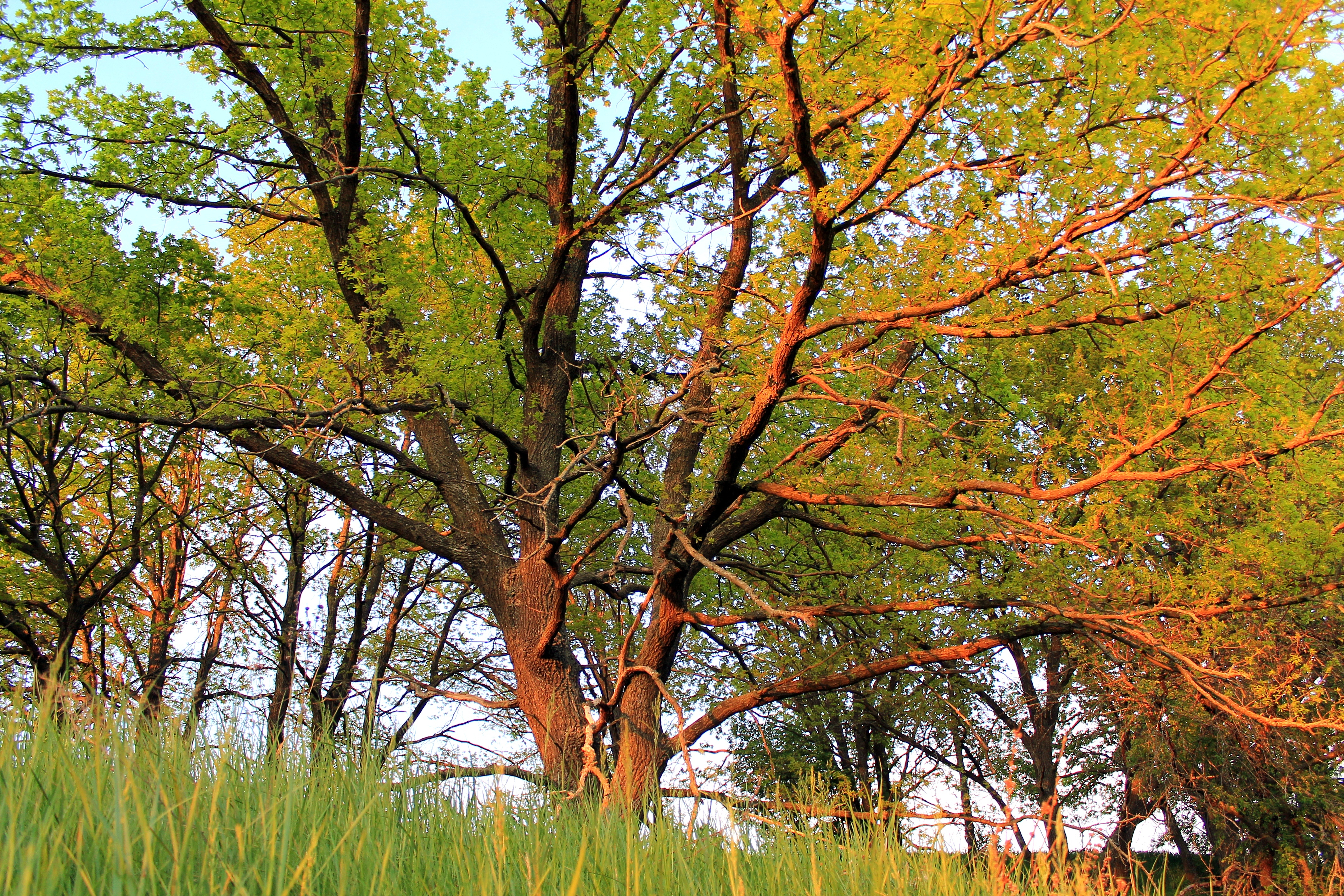
Дубрава в урочище Ключи

## Археология
Раскопки курганов у села Бельково имеют важнейшее значение для определения южной границы расселения вятичей. Н. Г. Недошивина датировала найденный в 1891 году Белецкий клад, в который входили характерные вятичские украшения: семи-, пяти- и трёхлопастные височные кольца, витые гривны и браслеты, концом XII века — началом XIII века.